# Верховна Рада Тувинської АРСР
Верховна рада Тувинської АРСР (пізніше Верховна рада Республіки Тува) — вищий орган державної влади Тувинської АРСР (пізніше Республіки Тува) з 1961 по 1993 роки.

## Історія
У зв'язку з перетворенням Тувинської АО в Тувинську АРСР була утворена Верховна Рада Тувинської АРСР і 17 грудня 1961 року відбулись перші вибори до неї. В 1978 році була прийнята перша Конституція. 1991 року, вже при Російській Федерації Тувинська АРСР перетворена в Республіку Тува, а з 1993 року, коли було затверджено назву Республіка Тива, був утворений Верховний Хурал Республіки Тива.

## Скликання
За всю історію Верховна Рада скликалась всього 7 разів:
- 1 скликання — 1962–1967 роки
- 2 скликання — 1967-1971 роки
- 3 скликання — 1971-1975 роки
- 4 скликання — 1975-1980 роки
- 5 скликання — 1980-1985 роки
- 6 скликання — 1985-1990 роки
- 7 скликання — 1990-1993 роки

## Керівники

### Голови Президії Верховної Ради
- Долчанмаа Бай-Кара Шожульбеївна — 1-4 скликання
- Мендуме Михайло Клайович — 5 скликання
- Ондар Чиміт-Доржу Байирович — 6 скликання

### Голови Верховної Ради
- Ондар Чиміт-Доржу Байирович — 7 скликання
- Бічелдей Каадир-оол Олексійович — 7 скликання